# Wolfsbronner Mühlbach
Der Wolfsbronner Mühlbach ist ein rechter Zufluss des Meinheimer Mühlbachs beim namensgebenden Ort Wolfsbronn im mittelfränkischen Landkreis Weißenburg-Gunzenhausen.

## Verlauf
Der Wolfsbronner Mühlbach entspringt in einem Wald auf einer Höhe von 567 m ü. NHN am Osthang des Dürrenbergs am Ostfuß des Hahnenkamms im Naturpark Altmühltal westlich von Wolfsbronn unweit zur Gemeindegrenze zu Heidenheim. Der Bach verlässt nach wenigen hundert Metern den Wald und durchquert nun eine weite Offenlandschaft im Tal der Altmühl. Er fließt zunächst in eine östliche Richtung. Der Bach fließt südlich an Papiermühle vorbei, durchquert Sägmühle und anschließend der namensgebende Ort Wolfsbronn, wo er den kanalisiert verlaufenden Abfluss der Steinernen Rinne bei Wolfsbronn aufnimmt. Nach der Baierleinsmühle knickt der Bach in eine nordöstliche Richtung und fließt parallel zur Kreisstraße WUG 34. Neben einigen kleineren Flüssen nimmt der Bach den Oberweiler Graben auf und speist mehrere kleine Weiher. Der Wolfsbronner Mühlbach mündet nach einem Lauf von rund 2,9 Kilometern unweit westlich von Meinheim auf einer Höhe von 439 m ü. NHN von rechts bzw. von Süden in den Meinheimer Mühlbach.